# Herzog Anton Ulrich-Museum
L'Herzog Anton Ulrich-Museum (HAUM) è un museo d'arte tedesco a Braunschweig, in Bassa Sassonia.

## Storia
Fondato nel 1754, è uno dei più antichi musei pubblici europei. Il nucleo originario consiste nella collezione di dipinti del duca Antonio Ulrico di Brunswick-Lüneburg, già ospitati nel suo palazzo di Salzdahlum.
Il museo, inaugurato nel 1754, un anno dopo l'inaugurazione del British Museum a Londra, venne completamente aperto alla fruizione del pubblico rendendo così visibile una raccolta di opere artistiche rinascimentali e barocche, ma anche di provenienza esotica.
Durante il XVIII secolo il museo originale visse molti fasi di cambiamento. Prima di tutto il museo venne depredato dai soldati napoleonici nel 1806. Molte opere trafugate andarono ad arricchire le collezionei del Louvre a Parigi. Nel 1811 il fratello di Napoleone, Girolamo, sovrano del regno di Vestfalia, fece demolire il castello di Salzdahlum. In questo palazzo esisteva all'epoca un'altra grande collezione di opere d'arte.
Dopo la Campagna di Germania (1813-1815) le opere trafugate dai francesi vennero restituite a Braunschweig. Ma la città aveva subito molte perdite e non esisteva all'epoca un luogo adatto a raccogliere tutte le opere, sia quelle restituite che quelle già presenti nel castello di Salzdahlum.
Perciò nel 1882 venne indetto un concorso architettonico al fine di creare una nuova sede per la collezione artistica del ducato di Braunschweig. Vinse il progetto dell'architetto Oskar Kammer e nel 1887 venne costruito il nuovo museo in uno stile neorinascimentale.
Il museo è rimasto chiuso dal 2010 al 2016 per lavori di ammodernamento.

## Collezioni

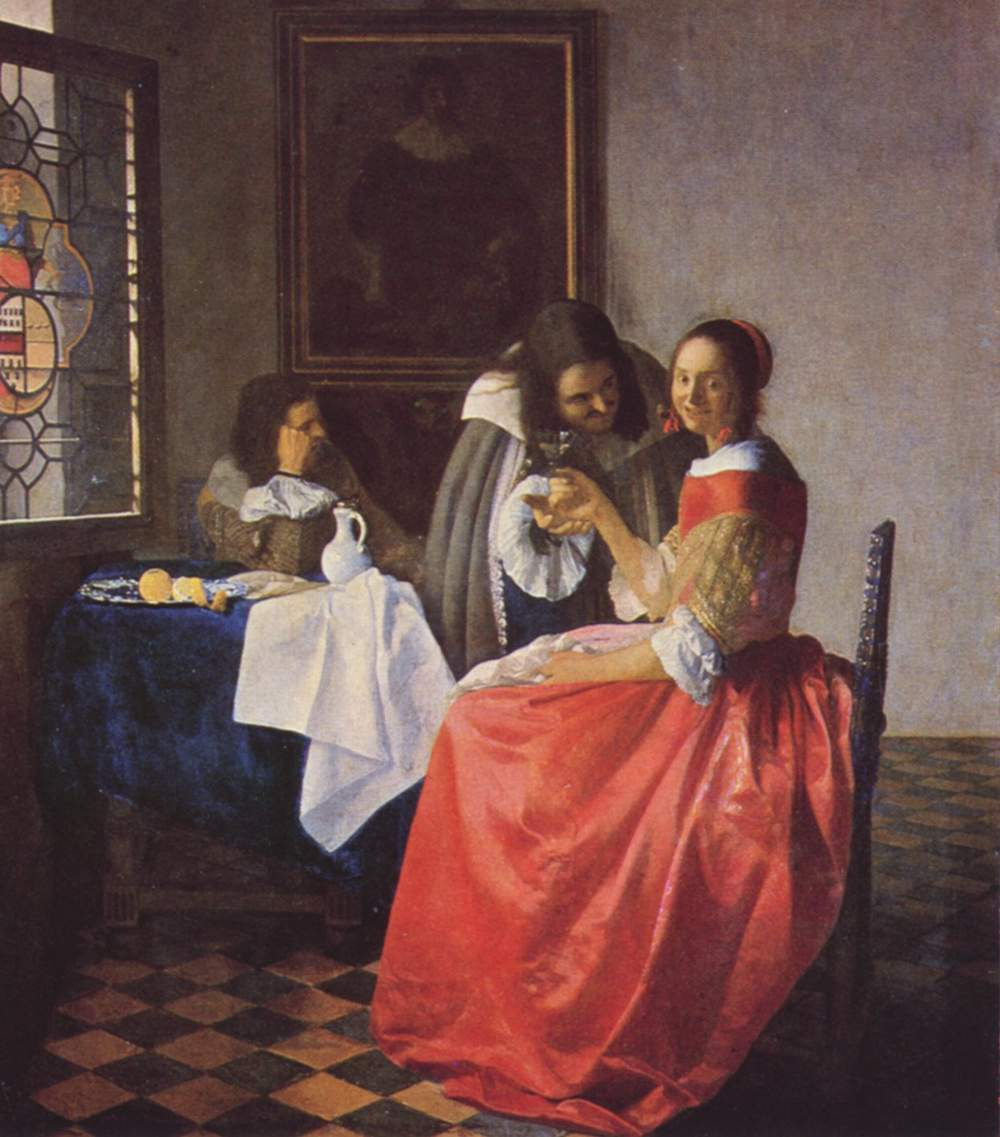
Jan Vermeer, Fanciulla con bicchiere di vino, 1659

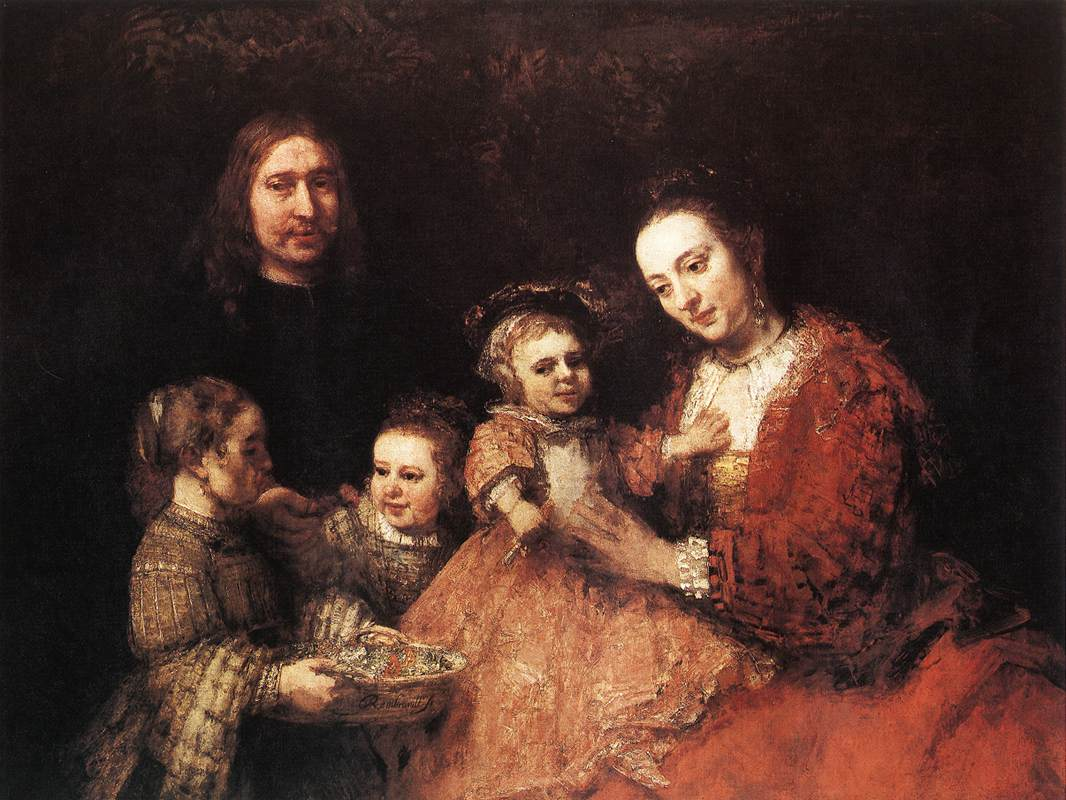
Rembrandt, Ritratto di famiglia, 1699

La collezione è dedicata soprattutto all'arte europea, con importanti lavori di Cranach il Vecchio, Holbein il Giovane, Van Dyck, Vermeer, Rubens, Rembrandt e molti altri. Il Copperplate Cabinet contiene più di 100 000 pezzi di arte grafica e circa 10 000 disegni.
A questi artisti nordeuropei si aggiungono le opere di alcuni rappresentanti del rinascimento, del manierismo e del barocco italiano, fra cui Giorgione, Rosso Fiorentino e Veronese.
Nel museo è presente anche una collezione di antichità classiche, per lo più sculture greco-romane, a cui si affianca anche una raccolta numismatica di ampio spettro cronologico.
Infine, parte del cosiddetto Tesoro dei Guelfi, è conservata tuttora nel museo (cinque esemplari in tutto): la restante parte del tesoro è invece distribuita fra vari musei del mondo.

### Rinascimento
- Joachim Beuckelaer
- Lucas Cranach il Vecchio
- Albrecht Dürer
- Rosso Fiorentino, Morte di Cleopatra, 1525 circa
- Antoon van Dyck
- Louis Finson
- Giorgione, Autoritratto come David, 1510 circa
- Veronese, Battesimo di Cristo, 1548
- Hans Holbein il Giovane
- Palma il Vecchio
- Lucas van Leyden
- Joachim Wtewael

### Barocco
- Antoine Goubeau
- Albert Meyeringh
- Joos de Momper
- Paulus Moreelse
- Adriaen van Ostade
- Rembrandt, Ritratto di famiglia, 1669
- Johann Heinrich Roos
- Peter Paul Rubens
- Johannes Vermeer, Fanciulla con bicchiere di vino, 1659-1660
- Philips Wouwerman

### XVIII secolo
- François Boucher
- Jakob Philipp Hackert
- Jan Kupecký
- Johannes Riepenhausen
- Hyacinthe Rigaud
- Antoine Watteau